# Albert Ernest Menke
Albert Ernest Menke (* 1858; † nach 1902) war ein deutscher Chemiker und Professor für agrarwirtschaftliche und organische Chemie.

## Leben
Menke besuchte das Owen’s College, das King’s College in London, die Sorbonne in Paris und die Harvard University und erhielt 1880 seinen D.Sc.
Von 1883 bis 1887 war er Professor für agrarwirtschaftliche und organische Chemie in Kentucky. Danach lehrte er bis 1902 an der University of Arkansas in Fayetteville und hatte die Leitung der Arkansas Agricultural Experiment Station inne. Sein Nachfolger wurde Antony Moultrie Muckenfuss.